# Catedral de Nuestra Señora de Lourdes (Spokane)
La Catedral de Nuestra Señora de Lourdes  (en inglés: Cathedral of Our Lady of Lourdes) es una catedral católica en Spokane, Washington, Estados Unidos. Es la sede de la diócesis de Spokane.
La parroquia de Nuestra Señora de Lourdes  puede rastrear sus orígenes en la primera misa celebrada en Spokane. El Rev. José Cataldo, SJ celebró la misa en agosto de 1881 en un taller de carpintería el que llamó San José. Cinco años más tarde una iglesia de ladrillo fue construida y nombrado en honor de Nuestra Señora de Lourdes. Las Hermanas de los Santos Nombres abrieron entonces una escuela parroquial. La piedra angular del edificio actual de la iglesia fue colocada en 1903. Un edificio nuevo para escuela se terminó tres años más tarde. El 17 de diciembre de 1913, el papa Pío X creó la Diócesis de Spokane y Nuestra Señora de Lourdes fue nombrada la catedral diocesana.